# Incidente di Sakuradamon (1860)
L'incidente di Sakuradamon (in giapponese 桜田門外の変?, Sakuradamon-gai no Hen, o 桜田門の変, Sakuradamon no Hen) fu l'assassinio di Ii Naosuke, tairō dello shogunato Tokugawa, compiuto il 24 marzo 1860 da alcuni rōnin del dominio di Mito e del dominio di Satsuma fuori dalla porta Sakurada del castello di Edo.

## Contesto

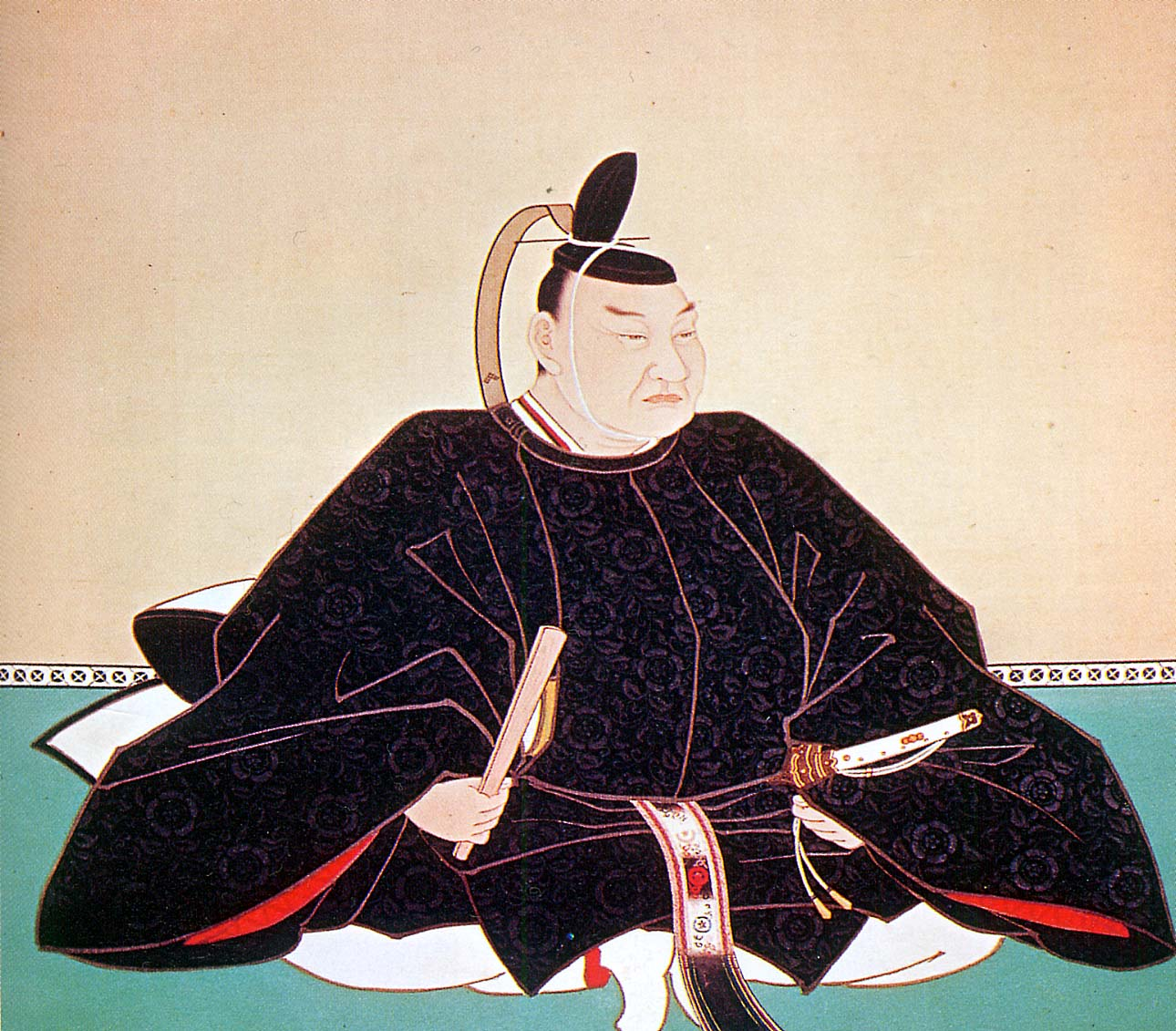
Nel 1860, Ii Naosuke era il consigliere più influente dello shogunato

Ii Naosuke, figura di spicco del periodo Bakumatsu e sostenitore della riapertura del Giappone dopo oltre 200 anni di isolamento, fu aspramente criticato per aver firmato il trattato di amicizia e commercio del 1858 con gli Stati Uniti (noto anche come trattato di Harris) e, poco dopo, analoghi trattati con altri Paesi occidentali. Il trattato di Harris fu firmato dallo shogunato Tokugawa disobbedendo alle istruzioni in senso contrario dell'imperatore Kōmei. Per questo motivo lo shogunato fu bollato come traditore dell'imperatore e, per estensione, del Paese. A partire dal 1859, in seguito ai vari trattati, i porti di Nagasaki, Hakodate e Yokohama furono aperti ai commercianti stranieri.
Ii Naosuke, che con l'epurazione Ansei aveva rafforzato l'autorità dello shogunato sui daimyō regionali, si fece numerosi nemici sia durante le dispute per la successione dello shōgun Tokugawa Iesada, sia perché costrinse al pensionamento i suoi avversari, in particolare i vassalli dei domini di Mito, Hizen, Owari, Tosa, Satsuma e Uwajima.
Queste politiche generarono un forte sentimento di opposizione allo shogunato, soprattutto tra i sostenitori della scuola di Mito.

## L'assassinio

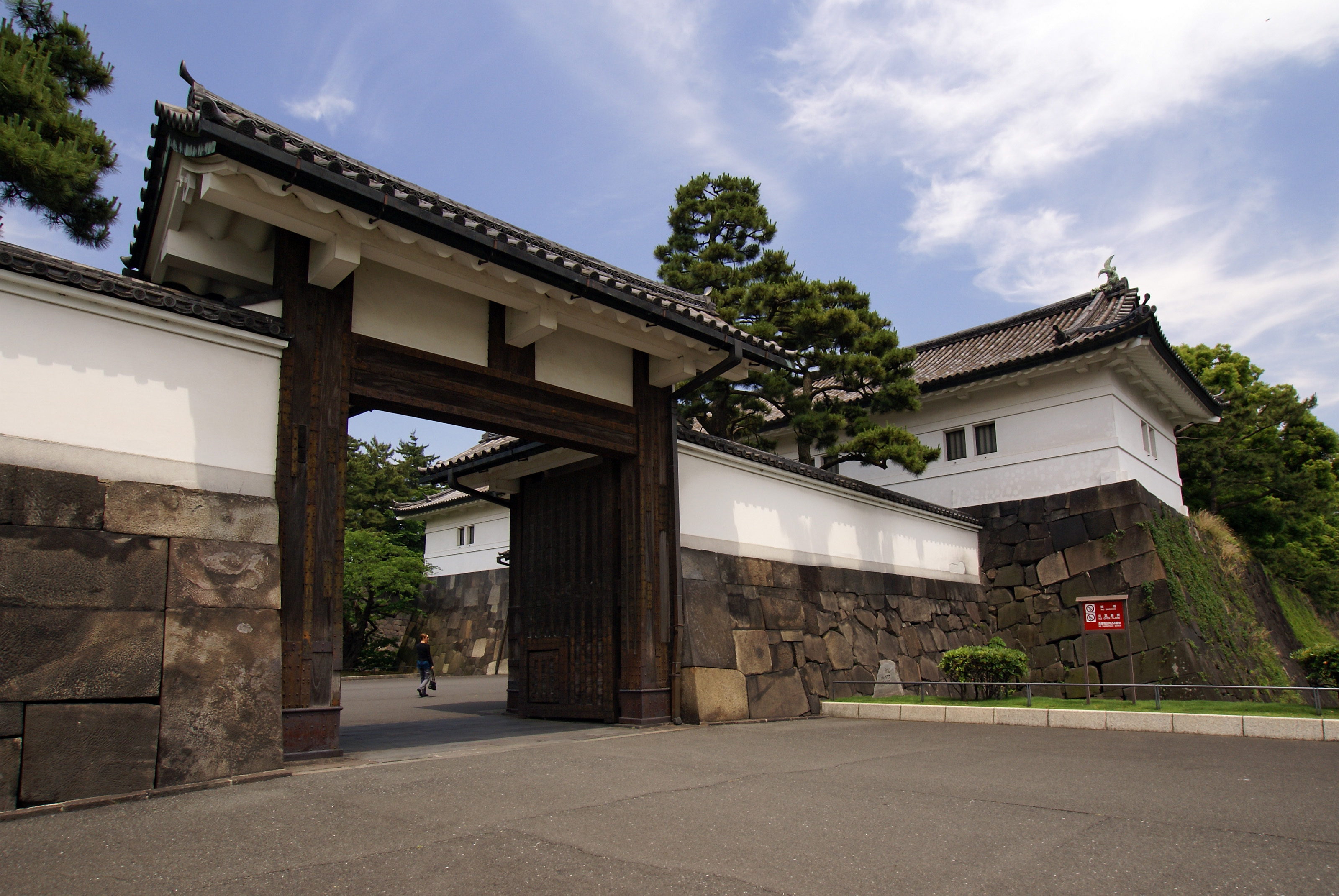
La porta di Sakuradamon nel 2007

L'assassinio avvenne il 24 marzo 1860, nel giorno dell'Hinamatsuri, durante il quale tutti i daimyō di stanza a Edo (l'odierna Tokyo) si riunivano nel castello. Gli assassini attaccarono il seguito di Ii Naosuke fuori dal castello, vicino al Sakuradamon (porta di Sakurada), mentre Ii Naosuke stava raggiungendo i locali dove si svolgevano le riunioni. Ii Naosuke era stato messo in guardia sulla sua sicurezza e molti lo avevano incoraggiato a ritirarsi dal proprio incarico, ma lui rifiutò, rispondendo che “la mia sicurezza personale non è nulla quando vedo il pericolo che minaccia il futuro del Paese”.
Il seguito di Ii Naosuke era composto da circa 60 samurai e dai portatori di palanchino. Diciassette rōnin di Mito tesero l'imboscata a Ii Naosuke, insieme a Arimura Jisaemon, l'unico membro del gruppo che non era di Mito, poiché era un samurai del Dominio di Satsuma. Mentre un attacco diversivo attirava l'attenzione delle guardie, uno degli attentatori sparò un colpo al palanchino di Ii Naosuke utilizzando una rivoltella Colt Navy di fabbricazione giapponese, copiata dalle armi da fuoco che comandante Matthew Perry aveva regalato allo shogunato. Arimura Jisaemon trascinò fuori dal palanchino Ii Naosuke, lo decapitò e poi fece seppuku.

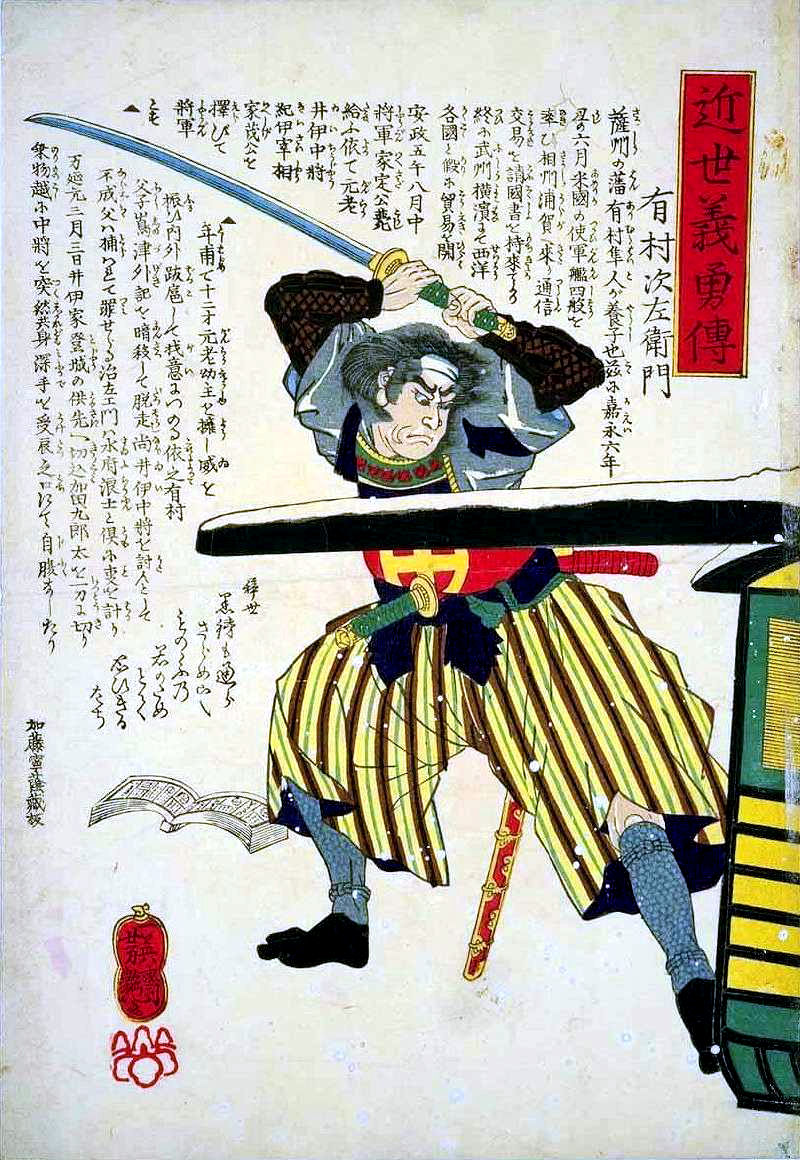
Arimura Jisaemon, sul punto di commettere l'assassinio. Stampa su legno di Utagawa Kuniyoshi.

I cospiratori portavano con sé un manifesto che illustrava le ragioni del loro gesto:
(Manifesto dei cospiratori di Sakuradamon)
L'assassinio inflisse un duro colpo al prestigio dello shogunato, tanto che i funzionari si rifiutarono di ammettere la morte di Ii Naosuke per un mese, sostenendo che era stato solo ferito e si stava riprendendo. La morte del ministro fu ufficializzata solo ad aprile, quando la carica di tairō fu dichiarata vacante.
Il 12 giugno 1860 The New York Times riportò che l'ambasciata giapponese negli Stati Uniti (prima missione diplomatica giapponese in Occidente) aveva ricevuto la notizia di quanto era accaduto a Edo.

## Destino e punizione del seguito di Ii Naosuke
Dei 60 samurai che difendevano Ii Naosuke, quattro morirono in combattimento e altrettanti morirono nei giorni successivi per le ferite riportate. I samurai che furono uccisi in azione poterono conservare e trasmettere i loro titoli ereditari ai loro eredi.
I sopravvissuti, invece, ricevettero vari gradi di punizione per non aver saputo proteggere il tairō. Due anni dopo l'incidente, nel 1862, furono completate le indagini e furono emessi i verdetti nei confronti delle guardie sopravvissute. I feriti gravi, come Shugoro Kusakari, furono esiliati a Sano, nella provincia di Shimotsuke e fu loro ridotto lo stipendio. Ai feriti lievi fu ordinato di commettere seppuku, mentre tutti gli illesi furono decapitati, con revoca del loro status di samurai.

## Conseguenze
La sollevazione popolare contro l'invasione straniera e l'assassinio di Ii Naosuke costrinsero il Bakufu ad ammorbidire la propria posizione e ad adottare una politica di compromesso suggerita dai domini di Satsuma e di Mito, il Kōbu gattai (“Unione dell'Imperatore e dello Shogun”), durante il quale entrambe le parti si contesero la supremazia politica negli anni successivi. Presto lo scontro si amplificò nel violento movimento Sonnō jōi (“Riverire l'imperatore, espellere i barbari”). 
Negli anni successivi, fino alla caduta del Bakufu nel 1868, Edo, e più in generale le strade del Giappone, divennero particolarmente pericolose per i funzionari del Bakufu  e per gli stranieri (come dimostrano eventi come l'attacco ad Andō Nobumasa e l'omicidio Richardson), mentre il movimento Sonnō jōi continuava a espandersi. Secondo Sir Ernest Satow: “Una sanguinosa vendetta fu presa sull'individuo [Ii], ma l'ostilità al sistema non fece che aumentare col tempo, e alla fine portò alla sua completa rovina”.
Il conflitto si risolse con la sconfitta militare dello shogunato nella guerra Boshin e con il Rinnovamento Meiji. Nonostante la sconfitta del Bakufu, il nuovo governo adottò una politica di relazioni commerciali e diplomatiche con le potenze occidentali più vicina a quella di Ii Naosuke che a quella dei suoi assassini.